# Synagoge (Puklice)
Koordinaten: 49° 21′ 40,6″ N, 15° 39′ 4,3″ O

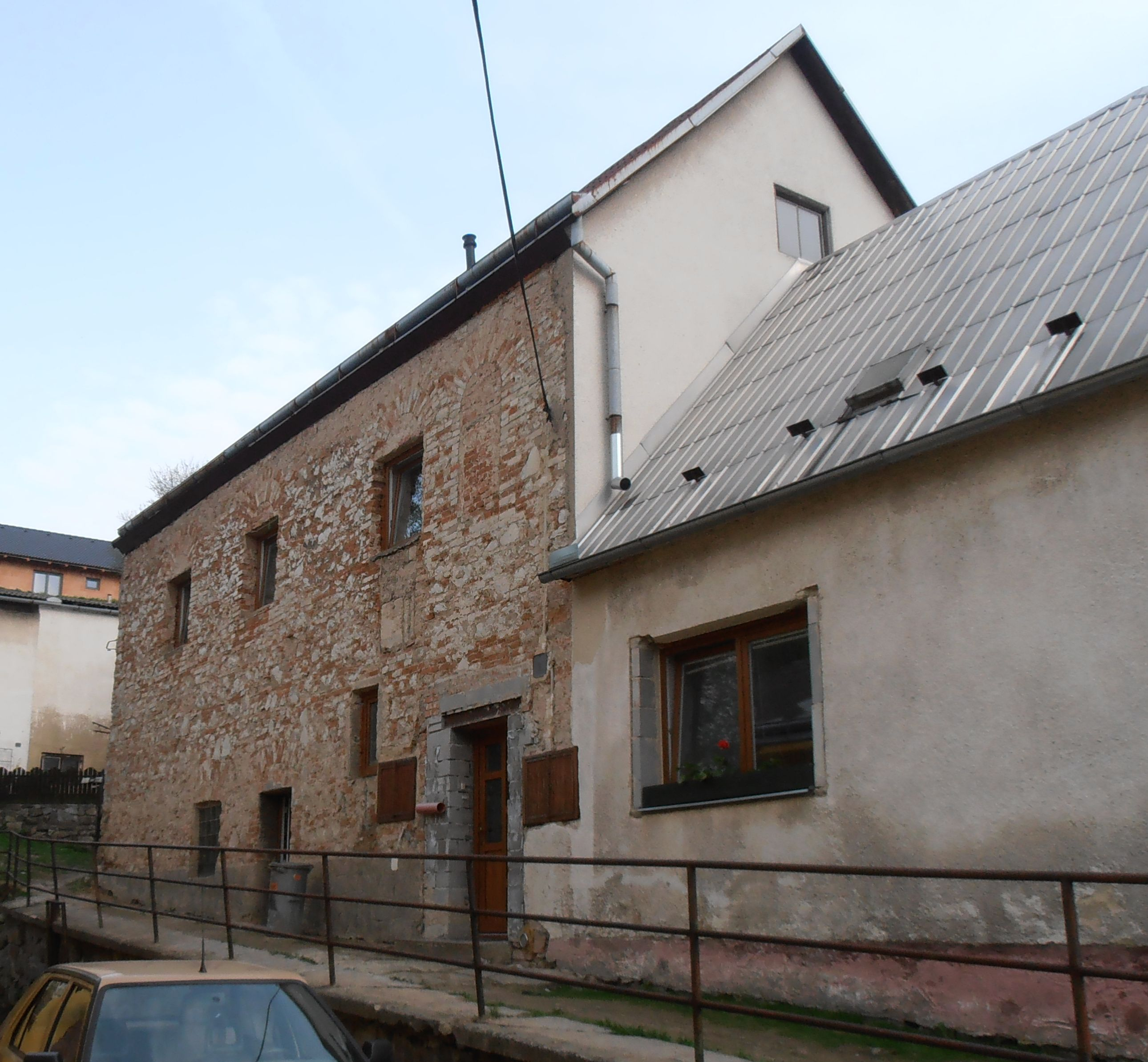
Ehemalige Synagoge in Puklice

Die Synagoge in Puklice (deutsch Puklitz), einer Gemeinde im Okres Jihlava der Region Vysočina (Tschechien), wurde vermutlich im 18./19. Jahrhundert errichtet. Die profanierte Synagoge wurde zu einem Wohnhaus umgebaut.